# Phillip Colella

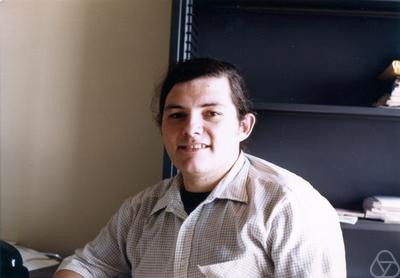
Philipp Colella 1980

Phillip Colella ist ein US-amerikanischer angewandter Mathematiker.
Colella studierte angewandte Mathematik an der University of California, Berkeley, mit dem Bachelor-Abschluss 1974, dem Master-Abschluss 1976 und der Promotion bei Alexandre Chorin 1979 (An Analysis of the Effect of Operator Splitting and of the Sampling Procedure on the Accuracy of Glimm's Method).  Er war am Lawrence Livermore National Laboratory und am Lawrence Berkeley National Laboratory (LBNL). Außerdem lehrte er an der Universität Berkeley (Abteilung Maschinenbau).
Er befasst sich mit der numerischen Lösung partieller Differentialgleichungen, unter anderem adaptiven Gitterverfeinerungsmethoden und numerische Gas- und Hydrodynamik (Stoßwellen, inkompressible Strömung bei geringer Geschwindigkeit, Verbrennung, Astrophysik und dort unter anderem Sternentstehung). Außerdem war er an der Entwicklung von Software für Hochleistungscomputer beteiligt (einschließlich Programmiersprachen).
1998  erhielt er den Sidney Fernbach Award und 2003 erhielt er mit John B. Bell den SIAM/ACM Prize for Computational Science and Engineering. Er ist Mitglied der National Academy of Sciences (2004) und Fellow von SIAM. 1994 war er eingeladener Sprecher auf dem Internationalen Mathematikerkongress in Zürich (High-resolution computations of incompressible fluid flow).

## Schriften (Auswahl)
- mit Paul R. Woodward: Piecewise parabolic method (PPM) for gas-dynamical simulations, J. Comput. Phys., Band 54, 1984, S. 174–201.
- mit P. R. Woodward: The numerical simulation of two-dimensional fluid flow with strong shocks, J. Comput. Phys., Band 54, 1984, S. 115–173.
- mit H. M. Glaz: Efficient solution algorithms for the Riemann problem for real gases, Journal of Computational Physics, Band 59, 1985, S. 264–289
- mit M. J. Berger: Local adaptive mesh refinement for shock hydrodynamics,  J. Comput. Phys., Band 82, 1989, S. 64–84.
- mit John B. Bell, H. M. Glaz: A second-order projection method for the incompressible Navier-Stokes equations, J. Comput. Phys., Band 85, 257–283.
- Multidimensional upwind methods for hyperbolic conservation laws, Journal of Computational Physics, Band 87, 1990, S. 171–200
- mit R. I. Klein, C. F. McKee: On the hydrodynamic interaction of shock waves with interstellar clouds. 1: Nonradiative shocks in small clouds, The Astrophysical Journal, Band 420, 1994, S. 213–236
- mit K. Yellick u. a.: Titanium: a high-performance Java dialect, Concurrency and Computation: Practice and Experience, Band 10, 1998, S. 825–836
- mit M. Sussman, A. S. Almgren, J. B. Bell, L. H. Howell, M. L. Welcome: An adaptive level set approach for incompressible two-phase flows, Journal of Computational Physics, Band 148, 1999, S. 81–124